# 静水圧骨格
静水圧骨格(せいすいあつこっかく、英:Hydrostatic skeleton)とは軟体無脊椎動物に多く見られる静水圧力やその他の液体の圧力によって支えられる骨格のことである。

## 構造
静水圧骨格は多くの場合円筒状に形作られており、円筒内部は水やその他の液体で満たされている。骨格内には、円筒縦方向、円周方向、中心から外側への放射方向の3種類の筋肉が存在し、これによって骨格を制御することが可能となっている。また、円筒内の液体によって体積の急激な変化を抑えている。骨格の形状の変化はコラーゲンなどの結合組織がらせん状に配置されることで制限されており、これによって伸長、収縮時の骨格のねじれを防いでいる。